# Paranerita sithnides
Paranerita sithnides là một loài bướm đêm thuộc phân họ Arctiinae, họ Erebidae.